# Laurent Fignon
Laurent Fignon (12. august 1960 i Paris, Frankrig – 31. august 2010) var en professionel fransk cykelrytter, som vandt Tour de France to gange i træk i 1983 og 1984 og tabte sejren med en meget lille margin i 1989. I 1989 vandt han desuden Giro d'Italia, et løb som han var blevet toer i i 1984. Han opnåede også to sejre i klassikeren Milano-Sanremo.

## Biografi
I 1983 vandt han sin første Tour-sejr i et løb, hvor en af tidens store ryttere, Bernard Hinault, ikke stillede op på grund af en skade. Hinault havde vundet Touren i både 1978, 1979, 1981 og 1982, mens Fignon var en ung nyankommen rytter på det samme Renault-Elf-Gitane-hold, som Hinault også kørte for, og som blev ledt af den legendariske Cyrille Guimard (året efter betød et skænderi mellem Hinault og Guimard, at Fignon blev Guimards nye protege). Midtvejs gennem 1983-udgaven af Touren tabte den førende rytter, Pascal Simon, over tre minutter af sit forspring til Fignon på en 15,6 km lang enkeltstart – to dage senere erobrede Fignon den gule trøje, da Simon udgik. Fignon sejrede i den sidste enkeltstart og blev som 22-årig den yngste sejrherre i løbet siden 1933.
Med sine runde briller, aura af munterhed og senere hestehale udgjorde Fignon en stærk kontrast til Hinaults hårdhudede image. På den måde fik han tilnavnet Professoren. I 1984 var Hinault skiftet til det nye La Vie Claire-hold, som blev styret af Paul Koechli, men Fignon og hans Renault-hold viste sig som de stærkeste. Fignon vandt tidskørslen på sjette etape, slog Hinault i spurten om andenpladsen på 14. etape og slog ham så klart på 15. etape, som var endnu en tidskørsel. På etapen til Alpe d'Huez vandt Fignon yderligere tre minutter til Hinault; derefter vandt han etapen til bjergtoppen La Plagne, 19. etape fra Morzine til Crans-Montana og den sidste enkeltstart på 21. etape – altså i alt fem etapesejre i årets udgave af Tour de France. Med sin knusende dominans og sin overlegne attitude i interviews blev han hyldet som Frankrigs nyeste superstjerne.
En knæskade betød, at Fignon ikke deltog i 1985, og i 1986 udgik han på 12. etape til Pau. I 1987 fik han en samlet 7.plads og undervejs endnu en etapesejr til La Plagne (18. etape). I 1988 udgik han på Bastilledagen.
I 1989 overtog han førstepladsen på verdensranglisten efter Sean Kelly. I løbet af sæsonen vandt han først Milano-San Remo og senere Giro d'Italia samlet. Undervejs vandt han en enkelt etape iklædt den lyserøde førertrøje. Hans sæson huskes dog især for hans andenplads i årets Tour de France: før sidste etape, en afgørende enkeltstart på 24,5 km, havde Fignon et forspring på 50 sekunder til hans gamle holdkammerat Greg LeMond i klassementet. Men LeMond slog Fignon med 58 sekunder på etapen, og dermed tabte Fignon den samlede sejr med kun 8 sekunder. LeMond havde brugt moderne aerodynamisk styr og hjelm, mens Fignon havde brugt et normalt styr og ikke havde haft hjelm på. Fignon led også af såkaldte sadelsår og hævdede, at det i virkeligheden var dem, der havde generet ham mest.
Fignon udgik tidligt i 1990-udgaven af Touren, men blev samlet 6'er i 1991 (lige foran LeMond) og 23'er i 1992, hvor han også i Mulhouse vandt sin niende og sidste etapesejr.
Fignon må dog huskes som mere end en stor Tour-rytter. Han vandt som sagt både Milano-San Remo to gange (1988, 1989) og Giro d'Italia (1989) i et løb, hvor italienerne ellers blev anklaget for at bruge urimelige taktikker til at favorisere egne ryttere. Fignon ville sandsynligvis også havde vundet Giroen i 1984, hvis det ikke havde været fordi, en italiensk tv-helikopter under den sidste enkeltstart, som reglerne sagde den skulle, fløj ved siden af Fignon, men brød reglerne og fløj bag den italienske rytter Francesco Moser.

## Efter karrieren
Efter at have stoppet den professionelle karriere blev Fignon involveret i organiseringen af adskillige cykelløb, deriblandt mest bemærkelsesværdigt Paris-Nice, indtil det i 2004 blev overtaget af ASO (organisationen der også står for Tour de France).
Fignon var aktiv som løbsorganisator for løb som Paris-Corrèze, og som debattør omkring cykelsporten. Han kritiserede bl.a. den franske cykelsportsverden: til L'Equipe sagde han, at "Sportdirektørerne gør det ikke godt længere. De er ikke kompetente nok, og de har ikke tilstrækkelig autoritet over for deres ryttere. De franske holds manglende resultater er ikke kun et resultat af doping" (han hentydede til den strikse franske praksis med dopingkontroller sammenlignet med andre lande).
Om hans forhold til Cyrille Guimard og Bernard Hinault har Fignon sagt, at med Hinault fandt Guimard en mester, mens han med ham selv skabte en mester. Derfor skulle hans eget bånd til Guimard være stærkere end Hinaults samme.
Laurent Fignon døde d. 31. august 2010 efter en langvarig kamp mod cancer.